# Пугач, Евгений Петрович
Евгений Петрович Пугач (укр. Євген Петрович Пугач; 8 июля 1935 — 18 декабря 2021) — украинский историк, кандидат исторических наук, профессор кафедры новой и новейшей истории исторического факультета, директор Музейного комплекса Харьковского национального университета имени В. Н. Каразина , заслуженный работник Высшей школы УССР, отличник народного образования Украины.

## Биография
Евгений Пугач родился 8 июля 1935 года в селе Песчанка Красноградского района, где его мать работала учителем начальных классов. В пятнадцатилетнем возрасте поступил в Красноградское педагогическое училище, которое окончил с отличием в 1954 году. Продолжил образование на историко-филологическом факультете Харьковского государственного педагогического института им. Г. С. Сковороды, в 1956 году был переведен на исторический факультет Харьковского государственного университета имени А. М. Горького (ХГУ), который окончил в 1959 году. В течение 1963—1965 годов учился на аспирантуре, затем работал преподавателем на кафедре новой и новейшей истории исторического факультета ХГУ. В 1968 году Евгений Пугач успешно защитил кандидатскую диссертацию «Политическая борьба в Словакии 1945—1948 гг.» под руководством профессора Степана Сидельникова, в том же году получил ученое звание доцента.
В 1968—1973 годах занимал должность декана подготовительного факультета для иностранных граждан университета. С 1985 по 1993 год был проректором по учебной работе, параллельно в 1988—1998 годах был заведующим кафедрой новой и новейшей истории. С 1998 года профессор этой кафедры. В 2003 году он был назначен директором Музейного комплекса Харьковского национального университета им. В. Н. Каразина.
В университете читал общий курс лекций «История западных и южных славян нового и новейшего времени», а также специальные курсы: «Движение Сопротивления в странах Восточной и Южной Европы», «Установление тоталитарных режимов в странах Восточной Европы», «Источник новой и новейшей истории», «Национальный вопрос в современном мире (на примере Восточной Европы)» и другие.
В 1995 году Евгений Пугач стал исполняющим обязанности Ученого секретаря специализированного Совета Харьковского национального университета имени В. Н. Каразина по защите докторских диссертаций, входил в состав редколлегии ряда исторических сборников, в частности, «Вестника Харьковского национального университета (серия „История“)».
Евгений Пугач скончался 19 декабря 2021 года.

## Научное наследие
Е. Пугач является автором более 40 научных работ. Под его научным руководством было защищено 7 кандидатских диссертаций.
Основные труды
- История западных и южных славян XX века: Учебн. пособие. /есть. П. Пугач, С. Ю. Страшнюк, Р. М. Постоловский. — Х.: Глаз, 1998. — 462 с.
- Харьковский университет — родному городу. — Х., 2004 (в соавторстве).
- Нам нелегко далась Победа… — участников Великой Отечественной войны / Отв. ред. Э. П. Филин, составители В. Ю. Иващенко, И. В. Калиниченко, Э.Г. С. Марченко. — Х.: ХНУ имени В. н. Каразина, 2006. — 132 с.
- Музей истории харьковского университета. Museum of History of Kharkiv University: [Буклет] / Составители: В. Ю. Иващенко, И. В. Калиниченко, Е.А. С. Марченко, Е.И. П. Филин. — Х.: НМЦ «СГ», 2007. — 14 с.
- Филин Е. П. Политическая борьба в Словакии накануне выборов февраля 1948 г. // Из истории борьбы КПСС за построение социализма и создание коммунистического общества в СССР. — Х., 1965. — Вып.4. — С.193-205.
- Филин Е. П. Коммунистическая партия Словакии в борьбе за обеспечение победы социалистической революции в Чехословакии // Historica: Zbornik filosofscky facultu universitetu Komenskogo. — Bratislava, 1972. — S.33-60.
- Пугач Е. П. К 30-летию словацкого национального восстания // СС. — 1974. — № 5. — С.25-26.
- Харьковский центр научной славистики (в XIX — нач. XX ст.)/Э. П. Пугач, С. Ю. Страшнюк, Э.В. Ф. Широкора // XI Medzinadny zjazd slavistov: Zb. Resume. — Bratislava, 1993. — S. двести восемьдесят семь.

## Награды и почетные звания
Награждался такими наградами и почетными званиями:
- орден «Знак Почета» (1976)
- медаль «За освоение целинных земель» (1964)
- медаль «За доблестный труд. В ознаменование 100-летия со дня рождения Владимира Ильича Ленина» (1970)
- медаль «Ветеран труда» (1988)
- Заслуженный работник высшей школы УССР (1982)
- Отличник народного образования Украины (1999)
- почетное отличие «Медаль имени В. Н. Каразина» (2010)

- Победитель конкурса «Высшая школа Харьковщины — лучшие имена» в номинации «Директор вузовского музея» (2005)